# Mariam Fardous
Mariam Hamed Fardous (en arabe : مريم حامد خليل فردوس), née le 15 septembre 1984 à La Mecque, est une saoudienne médecin, humanitaire, plongeuse et astronaute qui a grandi à La Mecque.
Elle est devenue la première femme saoudienne et la première femme arabe à plonger profondément dans l'océan Arctique (cercle arctique) le 1er mai 2015. Le 16 avril 2016, Mariam est devenue la première femme arabe et seulement la troisième femme à plonger au pôle Nord. Elle a obtenu un baccalauréat en médecine après avoir obtenu son diplôme de l'université du roi Abdulaziz en 2009. Elle est également devenue la première femme saoudienne à tenter la plongée sous-marine en 2015, à une époque où les femmes du pays n'étaient même pas autorisées à conduire des véhicules (jusqu'en septembre 2017). En avril 2018, elle a également annoncé son intention de plonger au pôle Sud vers le début de 2019. En février 2023, il est annoncé qu'elle devient un des quatre membres du corps des astronautes saoudiens.

## Carrière médicale
Elle a obtenu le diplôme MBBS de l'Université du roi Abdulaziz à Djeddah en 2009 et est titulaire d'une maîtrise avec mention en épidémiologie du Collège de santé publique et d'informatique de la santé de la King Saud bin Abdulaziz University for Health Sciences (en) en 2017. Elle a aussi un diplôme en administration des affaires de l'Université d'État du Missouri.

## Plongée sous-marine

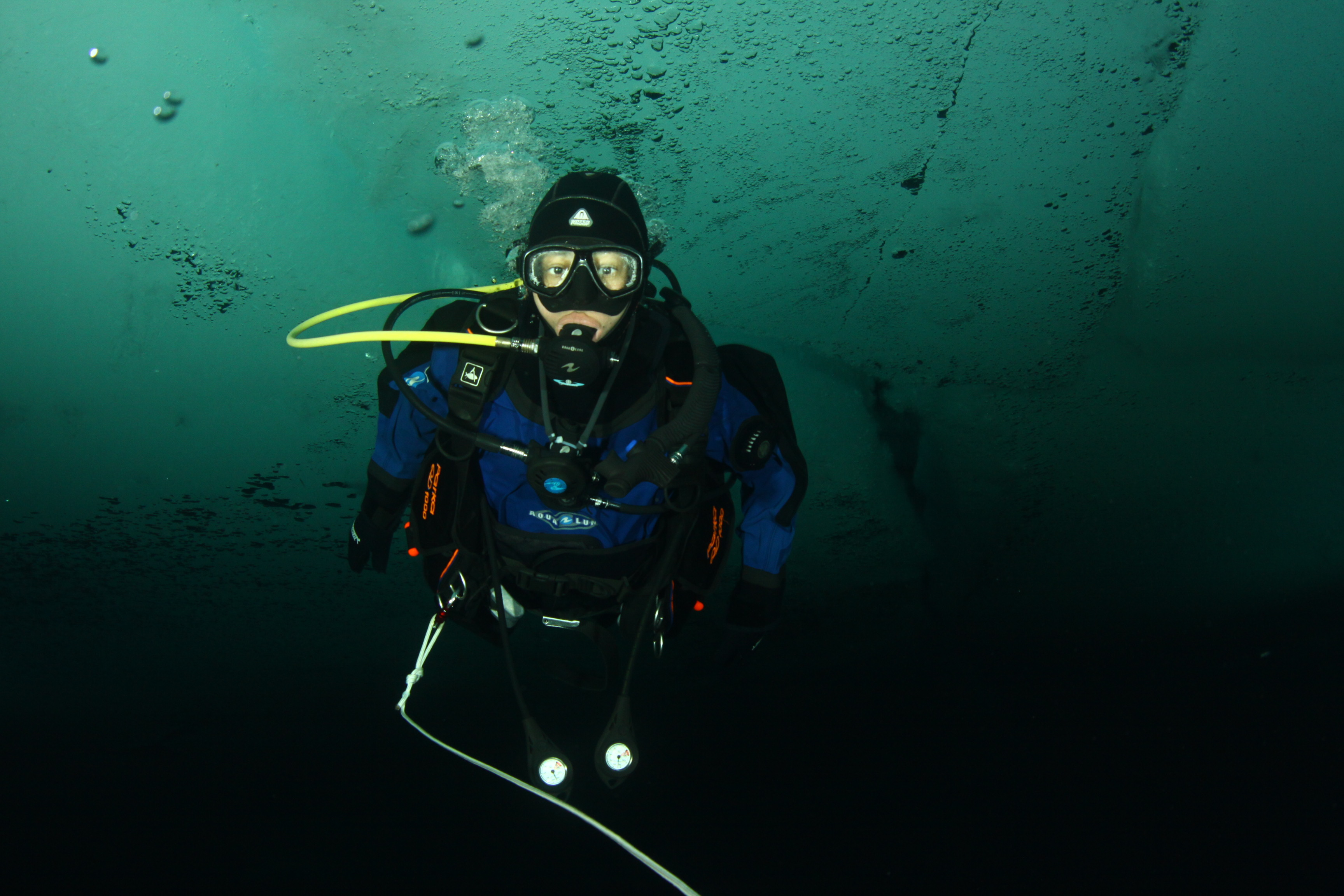
Mariam Fardous effectue une plongée sous-marine dans l'océan Arctique.

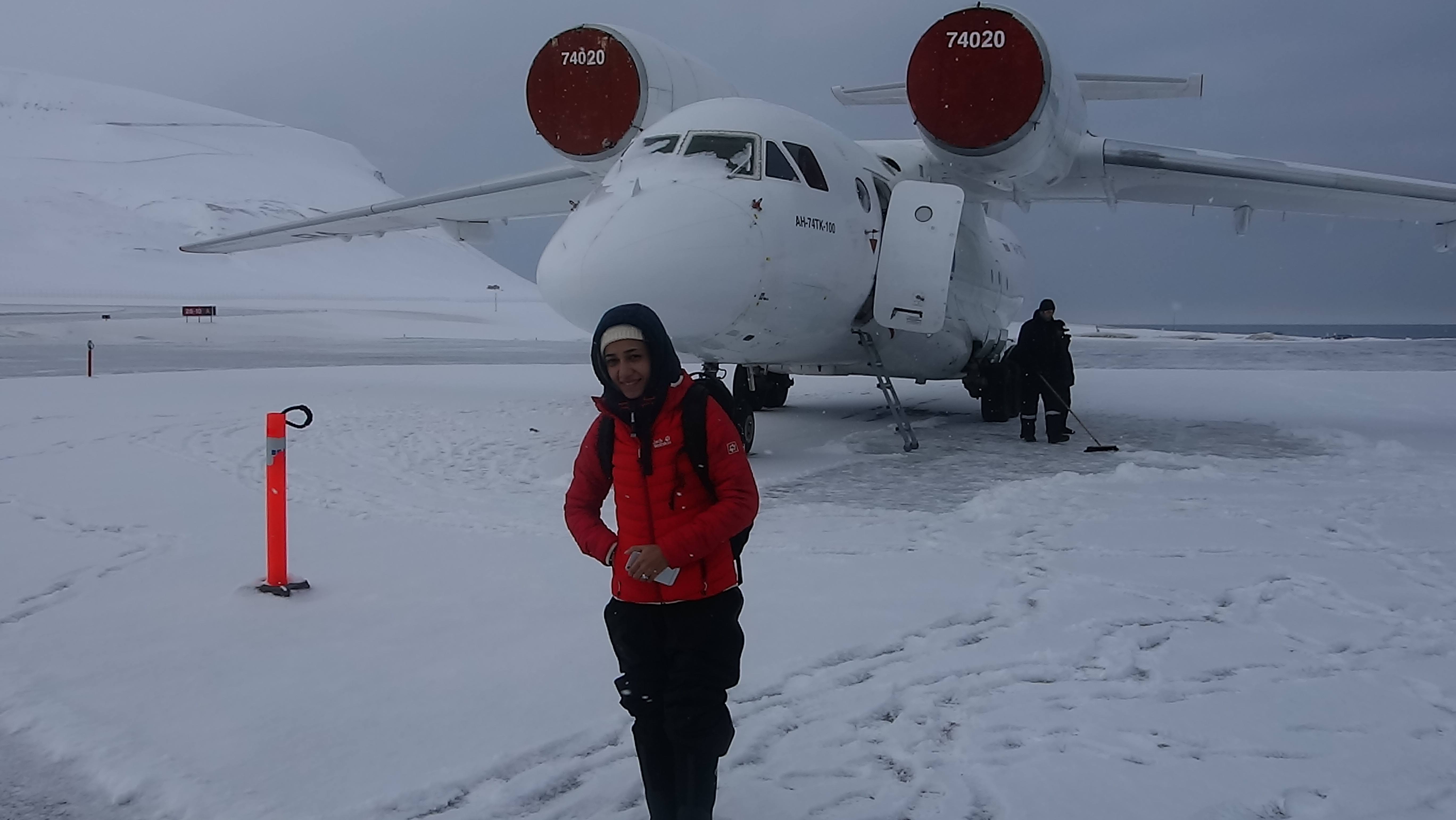
Mariam Fardous pose devant l'avion Antonov An-74 après son atterrissage au pôle Nord.

Mariam a travaillé comme médecin après avoir obtenu son diplôme de la faculté de médecine de l'université du roi Abdulaziz en 2009. Elle avait déjà appris à plonger dans la mer Rouge l'année précédente, car elle s'était inspirée des histoires de plongée dans la mer Rouge racontées par son père quand elle était enfant,. Elle a décidé d'être la première femme arabe à plonger profondément dans l'océan Arctique, puis à atteindre le pôle Nord. Elle a entrepris des séances d'entraînement dans des conditions climatiques similaires afin d'accomplir son exploit. Fardous y est parvenu malgré ses engagements en tant que médecin. Sa tentative a intéressé la communauté des femmes saoudiennes car il leur était généralement interdit de conduire, de participer à des sports en vertu des droits restreints des femmes et de la charia. Beaucoup d'entre eux ont été assouplis en 2017. Le 1er mai 2015, elle est devenue la première femme arabe à traverser le cercle polaire nord et plus tard le 16 avril 2016 (à l'âge de 33 ans), elle est devenue la première femme arabe et la troisième femme au total à plonger au pôle Nord. Elle a été le premier médecin saoudien à plonger au pôle Nord.

## Travail humanitaire
Le 7 novembre 2007, le ministère de la Santé d'Arabie saoudite a reconnu les trois années de travail humanitaire de Mariam Fardous pendant les saisons du Hajj. Le 15 septembre 2015, elle a été nommée ambassadrice de l'organisation africaine à but non lucratif African Impacts.
Elle s'est également rendue dans des pays comme l'Afrique du Sud, le Liban et la Grèce pour fournir des installations médicales aux personnes dans le besoin dans le cadre de l'association de la Fédération internationale des Sociétés de la Croix-Rouge et du Croissant-Rouge.

## Astronaute
La Commission spatiale saoudienne annonce en février 2023 qu’elle rejoint le corps des astronautes saoudiens. Sa première affectation est l'équipage de réserve de la mission SpaceX Axiom Space-2.